# Objeto potencialmente perigoso

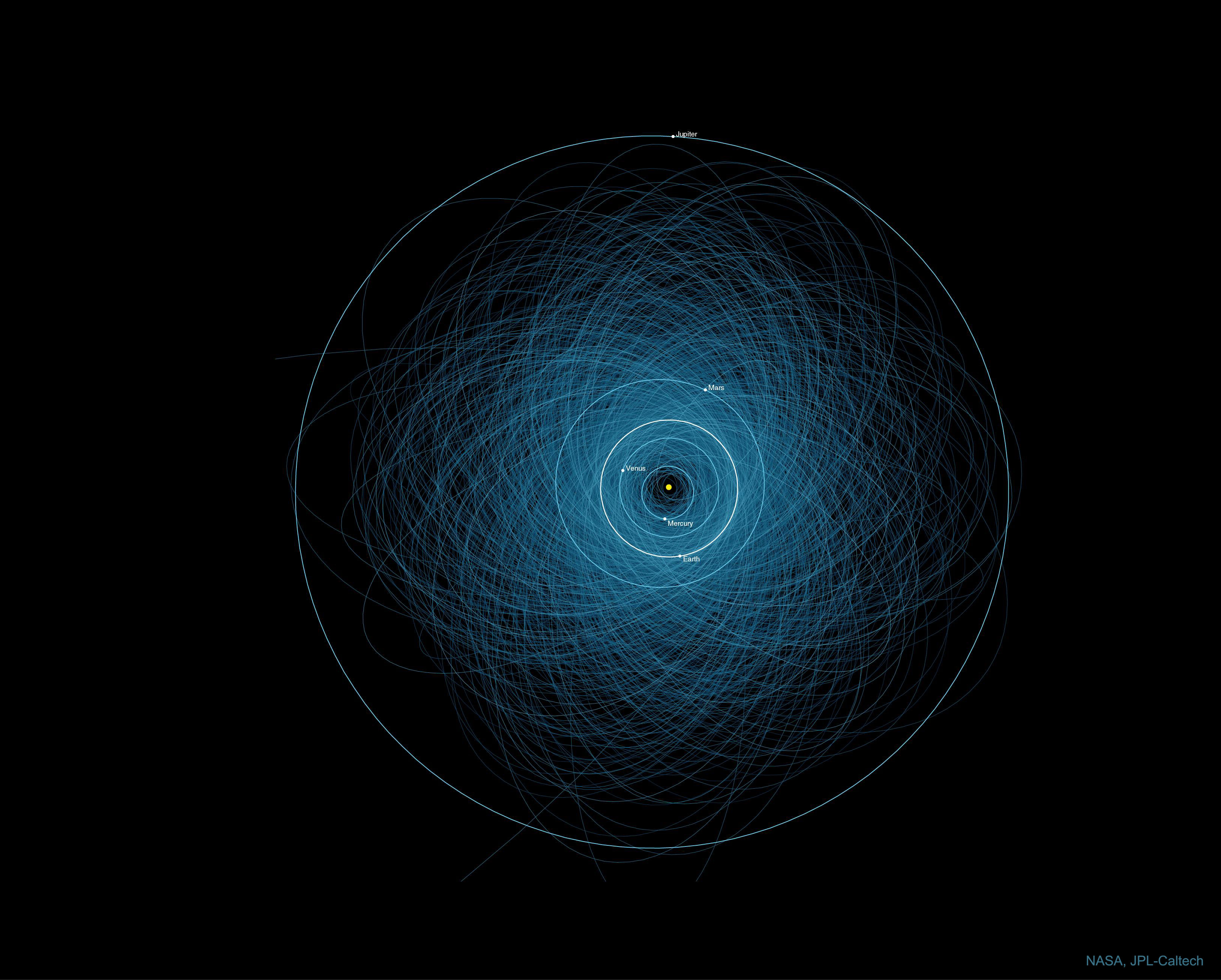
Órbitas de asteroides potencialmente perigosos conhecidos em 2021.

Objeto potencialmente perigoso ou PHO (com é conhecido em sua sigla inglesa Potentially hazardous object), na astronomia, é como são denominados os asteroides próximos da Terra ou os cometas com uma órbita de tal forma que tem o potencial para fazer aproximações ao planeta Terra e possui um tamanho grande o suficiente para causar danos regionais significativos no caso de um impacto. Um objeto potencialmente perigoso, com uma órbita razoavelmente bem determinada pode ser conhecido por não ser uma ameaça para a Terra para os próximos 100 anos ou mais.

## Visão geral
Um objeto é considerado um PHO, se a sua distância mínima de interseção orbital em relação à Terra for inferior a 0,05 UA, com uma magnitude absoluta acima de 22,0. Considera-se que estes objetos têm algum risco de colidir com a Terra, causando danos que podem variar de pequenas destruições locais até grandes extinções.
Com um intervalo médio de cem anos, ocorrem quedas de asteroides de rocha ou de ferro maiores que 50 metros de diâmetro, o que pode causar desastres locais ou tsunamis. A cada várias centenas de milhares de anos, os asteróides com mais de um quilômetro causam catástrofes globais. Neste último caso, os detritos do impacto são espalhados pela atmosfera terrestre, de modo que a vida vegetal é dizimada pela chuva ácida, pela interrupção parcial da luz solar, e por grandes incêndios causados pelos fragmentos com alta temperatura, que caem no chão após a colisão ("inverno nuclear"). Esses impactos já ocorreram diversas vezes no passado e continuarão acontecendo no futuro. Alguns deles são atribuídos á causa de extinções em massa, tais como K-Pg que extinguiu os dinossauros ou da extinção do permiano, que matou mais de 90% das espécies de seres vivos. Portanto, descobrir esses objetos e estudá-los para determinar seu tamanho, composição, estrutura e trajetória é uma atividade prudente.